# Odznaka „Zasłużony Pracownik Handlu Zagranicznego”
Odznaka „Zasłużony Pracownik Handlu Zagranicznego” – polskie odznaczenie resortowe ustanowione 31 lipca 1971 i nadawane przez Ministra Handlu Zagranicznego jako zaszczytne wyróżnienie, w formie odznaki, w uznaniu zasług za wieloletnią i ofiarną pracę oraz osiągnięcie szczególnych wyników w pracy w handlu zagranicznym. Odznaka została wycofana 11 maja 1996.
Odznaka miała kształt krążka o średnicy 20 mm. Wykonana była z oksydowanego brązu. Na jego awersie znajdował się okrągły medalion, z konturami kontynentów świata, który był emaliowany na granatowo w miejscu oceanów i mórz. Medalion był otoczony napisem „ZASŁUŻONY PRACOWNIK HANDLU ZAGRANICZNEGO”. Wraz z odznaką, którą wpinano w ubiór za pomocą szpilki, wręczano medal honorowy (umieszczony w pudełku, nie do noszenia), z powiększonym nieemaliowanym rysunkiem z odznaki na awersie. Miał on średnicę 60 mm i wykonany był z brązu.